# مونت‌آلبا (تگزاس)
مونت‌آلبا (به انگلیسی: Montalba) یک منطقهٔ مسکونی در ایالات متحده آمریکا است که در شهرستان اندرسون، تگزاس واقع شده‌است. مونت‌آلبا ۱۳۰٫۱۵ متر بالاتر از سطح دریا واقع شده‌است.